# SN 1997df
SN 1997df – supernowa odkryta 15 sierpnia 1997 roku w galaktyce A040913-3042. W momencie odkrycia miała maksymalną jasność 19,00m.